# Cantiere navale di Porto Re
Il cantiere navale di Porto Re (in croato Brodogradilište Kraljevica) era un importante cantiere navale della Croazia che si trovava nella città di Porto Re (croato: Kraljevica) nella baia di Buccari nella Regione litoraneo-montana.

## Storia
Il cantiere, fondato nel 1729 per volere dell'imperatore Carlo VI era considerato culla dell'industrializzazione e dello sviluppo dell'economia croata ed è stato il primo cantiere navale sulla costa orientale del Mare Adriatico.
Nel corso di quasi tre secoli di vita ha attraversato diversi momenti di crisi riuscendo a sopravvivere garantendo sviluppo economico e progresso alla città, fino al 2012.
Il cantiere ebbe un notevole momento di sviluppo a metà del XIX secolo con l'avvento delle navi a vapore, ricevendo ordini da armatori inglesi.
Altro momento di sviluppo si ebbe alla vigilia della prima guerra mondiale quando dopo essere stato rilevato dal gruppo imprenditoriale che aveva rilevato il Cantiere di Fiume vi furono realizzati i cacciatorpediniere della Classe Tatra per la Marina Imperiale Austro-Ungarica.
Al termine del conflitto la città di Porto Re entrò a far parte del Regno di Jugoslavia.
Durante la seconda guerra mondiale i bombardamenti hanno distrutto circa il 60% del cantiere che dopo la guerra è stato ampliato e modernizzato.
Al termine del conflitto la città è entrata a far parte della Repubblica Popolare di Croazia in seno alla Repubblica Federativa Popolare di Jugoslavia e il cantiere fino alla caduta del regime comunista è stato intitolato al dittatore Tito che da giovane aveva lavorato come operaio nello stabilimento.
In seguito alla dissoluzione della Jugoslavia e ai conflitti che ne sono scaturiti la città è entrata a far parte della Croazia
Dal 1946 al 2008 nel cantiere sono state costruite in totale 197 navi, tra mercantili, passeggeri, traghetti e navi da guerra.
Recentemente è stata ipotizzata la privatizzazione di quattro cantieri navali, tra cui l 99,54% del pacchetto di maggioranza del “Brodogradilište Kraljevica”.
Dopo 283 anni di lavoro ininterrotto, il cantiere navale di Kraljevica cessa di esistere il 4 giugno 2012 .
La decisione del governo è stata quella di chiudete il cantiere e di licenziati i dipendenti, per la bancarotta della vecchia gestione del cantiere. L'area del ex cantiere navale, comprendeva anche un arsenale militare.